# Frank Isaac País García
Frank Isaac País García (Santiago di Cuba, 7 dicembre 1934 – Santiago di Cuba, 30 luglio 1957) è stato un rivoluzionario cubano che intraprese una campagna per rovesciare il regime di Fulgencio Batista a Cuba.

## Biografia
País fu il coordinatore urbano del Movimento del 26 luglio, e fu un organizzatore chiave per il movimento sotterraneo urbano collaborando attivamente con Fidel Castro e le sue forze guerrigliere sulla Sierra Maestra.  Fu ucciso nelle strade di Santiago di Cuba dalla polizia del regime di Batista il 30 luglio 1957.
A lui è dedicato l'omonimo comune cubano Frank País.